# Мишна
Мишна (хебр. משנה) је прва важнија писана редакција јеврејске усмене традиције познате као „Усмена Тора” и прво важније дело рабинског јудаизма.
Редакцију је извршио Јуда Ханаси око 220. године, у доба када су, према Талмуду, прогони Јевреја и проток времена учинили могућим да детаљи усмене предаје који датирају из фарисејских времена (536. п. н. е. — 70) буду заборављени. Зато се истовремено сматра писаним ауторитетом (закоником) који је подређен једино Танаху као основи за изрицање судова, извор и алат за стварање права, и прва од многих књига које надопуњују Библију. Мишна се такође, назива Схас (акроним за Шиша Седар — „Шест редова”), као референца на својих шест подела. Рабински коментари Мишне у следећа три века су редактирани као Гемара која, заједно са Мишном, чини Талмуд.
Мишна одражава расправе које је у периоду од 70. до 200. године водила група рабинских мудраца познатих као Танаим. Мишна подучава усмену предају примерима, представљајући стварне случајеве о којима се пресуђивало, обично уз расправу о бити ствари коју је водио мудри и знаменити рабин темељећи је на халахи, мицвоту и духу наука (Тора). На овај начин се у свакодневну стварност уводи пракса мицвота као што је навођена у Библији, те настоји да покрије све аспекте људског живота и служити као пример будућим пресудама те, што је најважније, демонстрирати прагматичну примену библијских закона, а што се сматрало неопходним у доба када је уништен Други храм. Мишна за себе не тврди да развија нове законе, него да је тек збирка постојећих традиција.
Мишна се састоји од шест редова (Седар, једнина седер хебр. סדר), од којих се сваки састоји од 7—12 трактата, а којих укупно има 63, а који су подељени на поглавља, одломке или стихове.
Редови и њихове теме су:
- Зера („Семена”), који се бави молитвама и благословима, верским давањима и пољопривредним законима (11 трактата),
- Моед („Светковина”), који се бави законима Сабата и празника (12 трактата),
- Нашим („Жене”), који се бави браком и разводом, неким облицима заклетви и законима назирита (7 трактата),
- Незикин („Одштете”), који се бави грађанским и кривичним правом, деловањем судова и заклетви (10 трактата),
- Кодашим („Свете ствари”), који се бави жртвеним обредима, храмом и правилима исхране (11 трактата) и
- Тохорот („Чистоће”), који се бави законима чистоће и нечистоће, укључујући нечистоћу мртвих, законима чистоће хране и тела (12 трактата).

Реч Мишна такође може означавати и одломак или стих целог дела, односно најмању јединицу у структури Мишне.